# Napoleão (1927)
Napoleão (em francês:  Napoléon) é um filme mudo  francês do gênero  épico, dirigido por Abel Gance. Ele conta a história da ascensão de Napoleão 1º.
Foi planejado para ser o primeiro de seis filmes sobre Napoleão Bonaparte, no entanto os custos envolvidos tornaram isso impossível.
Seu primeiro lançamento foi em uma première de gala na Ópera de Paris em abril de 1927. Napoléon havia sido exibido em apenas oito cidades europeias quando a Metro-Goldwyn-Mayer comprou os direitos do filme. Após uma exibição intacta em Londres, ele foi drasticamente cortado para a exibição nos Estados Unidos.

## Elenco
- Albert Dieudonné .... Napoleão Bonaparte
- Vladimir Roudenko .... Napoleão criança
- Edmond Van Daële .... Maximilien de Robespierre
- Alexandre Koubitzky .... Georges Danton
- Antonin Artaud .... Jean-Paul Marat
- Abel Gance .... Louis de Saint-Just
- Gina Manès .... Joséphine de Beauharnais
- Suzanne Bianchetti .... Maria Antonieta
- Marguerite Gance .... Charlotte Corday
- Yvette Dieudonné .... Elisa Bonaparte
- Philippe Hériat  .... Antonio Salicetti
- Annabella